# Max Marchand (directeur des centres sociaux)
Maxime Adolphe Marchand, dit Max Marchand, est un instituteur, inspecteur d'académie et directeur des centres sociaux français, né le 16 février 1911 à Montaure et assassiné par l'Organisation armée secrète le 15 mars 1962 à El Biar en Algérie.

## Biographie

### Enfance
Maxime Marchand naît le 16 février 1911 d'un père artisan menuisier et de Ludivine Rival, alors sans profession, qui devient épicière. Il est le second de quatre enfants. Boursier, il est pensionnaire à l’école primaire supérieure de Louviers, de 1924 à 1927, puis entre à l’École normale d’instituteurs d’Évreux. Ayant obtenu le brevet supérieur en juillet 1930, il est nommé instituteur stagiaire à l’école César Lemaître à Vernon, et obtient le CAP d’instituteur  quelques mois plus tard.

### Carrière en France
Il devance l'appel de son service militaire qu'il effectue au 9e régiment de zouaves à Alger à partir du 20 octobre 1931. Assidu aux cours des élèves officiers de réserve à l’école militaire de Saint-Maixent du 20 avril au 19 septembre 1932, il est promu sous lieutenant.
Nommé instituteur titulaire à Breteuil-sur-Iton en octobre 1932, il épouse le 26 août 1933 l'institutrice Madeleine Groménil. Leur fille naît en 1934.  Le couple emménage à Saint-Mards-de-Blacarville en 1935.
Le lieutenant Maxime Marchand est affecté en septembre 1939 au 208ᵉ régiment d’Infanterie de Saint-Lô. Capturé le 16 juin 1940 à Mergey, il est prisonnier dans plusieurs Oflag (Osterode, Fischbeck, Münster, Soest). Décoré de la croix de guerre, il est libéré par les alliés le 23 avril 1945.
Directeur de l’école de Pont de l’Arche, il met à profit les cours suivis pendant sa captivité et obtient une licence de lettres à la Sorbonne, le 14 décembre 1945. Admis en avril 1946 au certificat d’aptitude au professorat des classes élémentaires de lycée de garçons, puis au certificat d’aptitude au professorat dans les écoles normales et les collèges modernes, il est nommé au collège moderne de Rouen en octobre 1946, puis, le 18 juin 1947, professeur de lettres et de philosophie à l’École normale d’instituteurs de Rouen. Après son succès au concours d’inspection, il est nommé inspecteur primaire à Oran le 1er mai 1948.

### En Algérie
Le couple Marchand divorce en mai 1951, et Max Marchand se remarie le 13 décembre 1956 à Oran avec Marie-Louise Dautremont. Il soutient en 1955 une thèse de doctorat d’État ès lettres à la Faculté des lettres d’Alger. En janvier 1957, il est lauréat du grand prix littéraire de l’Algérie.
Il adhère en 1950 à la SFIO à Oran, préside en 1951 la Fédération des œuvres laïques locale, contribue au lancement de la revue Simoun, et écrit plusieurs ouvrages scolaires. Max Marchand est initié à la loge « L’Union africaine et la raison réunies » du Grand Orient d’Oran,.
En octobre 1957, il devient inspecteur primaire chargé des fonctions de chef du service départemental de l’enseignement primaire d’Orléansville et s’engage dans l’exécution du programme de scolarisation. Il est nommé chevalier de la Légion d’honneur le 20 août 1958, et reçoit en 1959 la croix de la valeur militaire.
En octobre 1959, il prend des sanctions contre des instituteurs activistes. Il indique un peu plus tard : « Les évènements ici ont été très durs. Nous sommes en plein fascisme, et l’épuration n’est qu’une façade. J’espère toujours revenir en Métropole ». Depuis juin 1961, il est menacé de mort par l’Organisation armée secrète. Le 17 septembre 1961, son domicile à l’immeuble de l’inspection académique est plastiqué par l’OAS. Indemne, il est nommé le 10 octobre 1961 inspecteur d’académie en résidence à Alger, chargé de la Direction des centres sociaux éducatifs d’Algérie.
Il sollicite pour la rentrée 1962 une demande de mutation en métropole, sans succès. Il indique à propos de sa mission de scolarisation de l’Ouarsenis « dans des conditions particulièrement difficiles, au cours de missions souvent périlleuses qui m’ont valu la Croix de la valeur militaire, ayant connu dans mon précédent poste à Bône une situation pénible qui ne m’a pas empêché de faire mon devoir, mais qui a provoqué la destruction par explosif de mon inspection académique et du logement où je me trouvais alors seul, je pense, en toute équité, que le moment de la relève est venu pour moi ». 

### Assassinat
Le 15 mars 1962, à 10 h 30, alors qu’une réunion de 18 responsables des Centres sociaux éducatifs se tient au siège des CSE au lieu-dit « Le Château-Royal », à Ben Aknoun, commune d’El Biar, dans la banlieue d’Alger, un commando de l’OAS capture Robert Aimard (Eymard), Marcel Basset, Mouloud Feraoun, Ali Hammoutène, Max Marchand, Salah Ould Aoudia, qui sont immédiatement exécutés contre les murs du bâtiment par les tirs de quatre mitraillettes et deux fusils mitrailleurs. Les corps sont amenés à l’hôpital Mustapha d’Alger.

### Postérité
L'assassinat de Château-Royal a un fort écho médiatique. Germaine Tillion, fondatrice des centres sociaux, écrit un long article dans Le Monde, intitulé « La bêtise qui froidement assassine »,. 
Les obsèques se déroulent le 18 mars au cimetière mixte d’El-Alia, en présence de Lucien Paye, ministre de l’Éducation nationale, de Pierre Guillaumat, ministre délégué chargé de la Fonction publique, représentant le président de la République, de Jean Morin, délégué général en Algérie. Une plaque est apposée sur le lieu de l’assassinat à El Biar. Plusieurs établissements scolaires, en France et en Algérie, portent le nom de Max Marchand.
L'association « Les amis de Max Marchand et de ses compagnons » créée en 1987, et présidée par Serge Jouin, prend en 1998 le nom « d’Association des amis de Max Marchand, de Mouloud Feraoun et de leurs compagnons ». Une salle du Ministère de l’Éducation nationale, au 101 rue de Grenelle, porte le nom de Marchand-Feraoun, depuis le 12 décembre 2001.
Le 15 mars 2022, l’ambassadeur de France en Algérie, François Gouyette, dépose au nom du président de la République une gerbe de fleurs en hommage à Mouloud Feraoun et ses cinq compagnons. Jean-Philippe Ould Aoudia, fils d’un des six inspecteurs des centres sociaux tués par l’OAS, déplore alors que les victimes de l’organisation terroriste n’aient pas été honorées par des commémorations officielles plus larges.

## Ouvrages
- Aimé Bonnefin et Max Marchand, Histoire de France et d'Algérie, Hachette, 1953.
- Max Marchand, Le complexe pédagogique et didactique d'André Gide, Oran, L. Fouque, 1954.
- Max Marchand, L'Irremplaçable Mari. : la vie conjugale d'André Gide, Oran, L. Fouque, 1955[8].
- Max Marchand, Hygiène affective de l'éducateur, Paris, Presses Universitaires de France, 1956, 133 p.
- Max Marchand, Le Sahara : Sa géographie et son histoire - Ses perspectives industrielles - Son organisation administrative, L. Fouque, 1957.
- André Fontaine et Max Marchand, Regards de l'Algérie sur la France, l'Union française et le monde : Livre unique de géographie, à l'usage des cours moyens, 1ʳᵉ et 2ᵉ années, des classes de fin d'études, des centres d'apprentissage, des candidats aux concours des administrations, 1958.